# كيث دكورث
كيث دكورث (بالإنجليزية: Keith Duckworth)‏ هو مهندس بريطاني، ولد في 10 أغسطس 1933 في بلاكبرن في المملكة المتحدة، وتوفي في 18 ديسمبر 2005 في نورثامبتون في المملكة المتحدة.